# Рублёвка (Амурская область)
Рублёвка — село в Зейском районе Амурской области России. Входит в сельское поселение Умлеканский сельсовет.
Село Рублёвка, как и Зейский район, приравнено к районам Крайнего Севера.

## География
Расположено на левом берегу реки Зея, в 88 км от районного центра, города Зея, (через сёла Заречная Слобода, Николаевка-2, Николаевка, Алексеевка, Алгач и Умлекан). Расстояние до центра сельского поселения, села Умлекан — 5 км (на север). От села Рублёвка на юго-восток (вниз по течению) идёт дорога к посёлку Юбилейный.

## Население
| 2002 | 2010 | 2012 | 2013 | 2014 | 2015 | 2016 |
| ---- | ---- | ---- | ---- | ---- | ---- | ---- |
| 177  | ↘111 | ↘105 | ↗108 | ↘102 | ↘96  | ↘88  |
| 2017 | 2018 |      |      |      |      |      |
| ↘87  | ↘84  |      |      |      |      |      |

По данным переписи 1926 года по Дальневосточному краю, в Рублёвке числилось 18 хозяйств и 105 жителей (59 мужчин и 46 женщин), из которых преобладающая национальность — украинцы (18 хозяйств).